# 碛西
碛西是唐朝对西域的称呼，其中碛指莫贺延碛，即位于今哈密和敦煌之间的哈顺沙漠，《唐会典》记载：“莫贺延碛者，延袤二千里，中间寸草不生。”
唐朝在此设立碛西节度使，是当时的八大节度使之一，统辖安西、北庭两大都护府。